# Capelle-les-Grands
Capelle-les-Grands é uma comuna francesa na região administrativa da Normandia, no departamento de Eure. Estende-se por uma área de 13,24 km². Em 2010 a comuna tinha 433 habitantes (densidade: 32,7 hab./km²).